# Neosycophila omeomorpha
Neosycophila omeomorpha is een vliesvleugelig insect uit de familie Eurytomidae. De wetenschappelijke naam is voor het eerst geldig gepubliceerd in 1923 door Grandi.